# Zagórzyce (Pińczów)
Pour les articles homonymes, voir Zagórzyce.
Zagórzyce est une localité polonaise de la gmina et du powiat de Pińczów en voïvodie de Sainte-Croix.